# Bactris longiseta
Espèce
Statut de conservation UICN

 VU A2c : Vulnérable
Bactris longiseta est une espèce de plantes de la famille des Arecaceae.

## Publication originale
- Repertorium Specierum Novarum Regni Vegetabilis 34: 213. 1934. (15 Feb 1934)